# Massacre de Lidice
Le massacre de Lidice est la destruction complète en juin 1942 du village de Lidice, dans le protectorat de Bohême et de Moravie, aujourd'hui en République tchèque, et l'assassinat et la déportation de sa population, sur ordre d'Adolf Hitler et d'Heinrich Himmler.
En représailles à l'attentat contre Reinhard Heydrich à la fin du printemps 1942, les 173 hommes du village âgés de plus de 15 ans sont exécutés le 10 juin 1942. Onze autres hommes du village qui ne sont pas présents ce jour-là sont arrêtés et exécutés peu après, ainsi que plusieurs autres qui étaient déjà arrêtés. Les 184 femmes et 88 enfants sont déportés vers des camps de concentration ; quelques enfants considérés comme aryens sont remis à des familles SS, les autres sont envoyés au camp d'extermination de Chełmno, où ils sont assassinés dans les chambres à gaz.
L'Associated Press, citant des transmissions radio allemandes, déclare : « Tous les hommes adultes de la ville ont été abattus, tandis que les femmes ont été placées dans un camp de concentration et les enfants ont été confiés à des établissements d'enseignement appropriés ». Environ 340 personnes de Lidice sont mortes lors des représailles allemandes (192 hommes, 60 femmes et 88 enfants) et après la guerre, seulement 53 femmes et 17 enfants sont revenus.

## Contexte

### Assassinat de Reinhard Heydrich et représailles

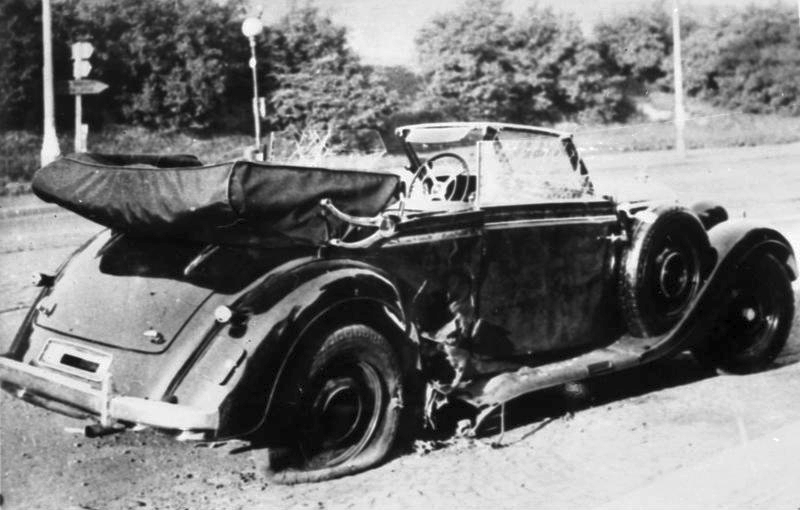
La voiture de Heydrich sur les lieux de l'attaque.

Depuis le 27 septembre 1941, le SS-Obergruppenführer et général de police Reinhard Heydrich est à la tête du protectorat de Bohême-Moravie. Cette zone de la Tchécoslovaquie est occupée par l'Allemagne nazie depuis le 5 avril 1939.
Le matin du 27 mai 1942, Heydrich est conduit de sa villa de campagne à Panenské Břežany à son bureau du château de Prague. Arrivé dans le quartier de Kobylisy à Prague, sa voiture est attaquée  par les soldats slovaque et tchèque Jozef Gabčík et Jan Kubiš, parachutés en Bohême en décembre 1941 dans le cadre de l'opération Anthropoid. Heydrich, blessé, est emmené à l'hôpital mais meurt le 4 juin d'une septicémie.
Tard dans l'après-midi du 27 mai, le SS-Gruppenführer Karl Hermann Frank proclame l'état d'urgence et impose un couvre-feu à Prague. Quiconque aide les assaillants doit être exécuté avec sa famille. Une perquisition impliquant 21 000 hommes commence, et 36 000 maisons sont contrôlées. Au 4 juin, 157 personnes sont exécutées en représailles, mais les assassins ne sont pas retrouvés et aucune information ne parvient aux nazis.
Les éloges à l'enterrement de Heydrich à Berlin ne sont pas terminés lorsque, le 9 juin, la décision est prise de venger sa mort. Karl Hermann Frank, ministre d'État du protectorat de Bohême-Moravie, rapporte de Berlin qu'Hitler a ordonné ce qui suit concernant tout village qui a abrité les assassins de Heydrich :
1. Exécutez tous les hommes adultes ;
2. Transportez toutes les femmes dans un camp de concentration ;
3. Rassemblez les enfants aptes à la germanisation, puis les placer dans des familles SS du Reich et élevez le reste des enfants d'une autre manière ;
4. Brûlez le village et nivelez-le entièrement.

## Massacre

### Hommes
Horst Böhme, chef du SiPo du protectorat de Bohême-Moravie, réagit immédiatement aux ordres. Des membres de l'Ordnungspolizei et du SD (Sicherheitsdienst) encerclent le village de Lidice, bloquant toutes les voies de sortie. Le village a été choisi parce que ses habitants sont soupçonnés d'héberger des partisans de la résistance locale et sont, faussement, accusés d'aider les membres de l'équipe de l'opération Anthropoïd,.

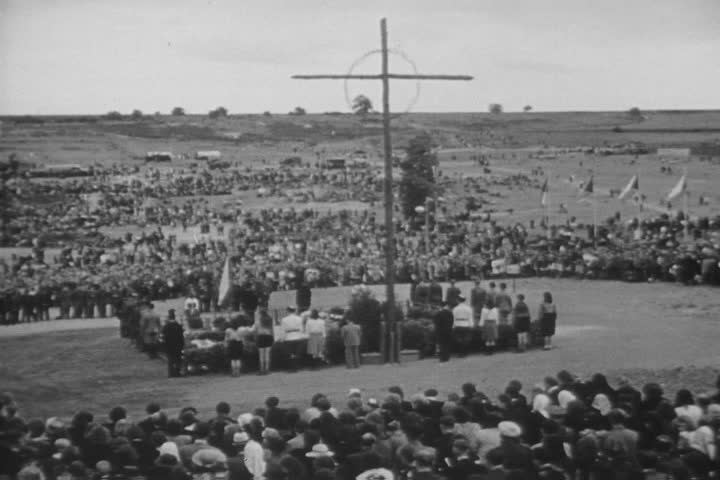
Cérémonie commémorative d'après-guerre en l'honneur des victimes.

Tous les hommes du village sont rassemblés et emmenés à la ferme de la famille Horák à la lisière du village. Des matelas sont enlevés des maisons voisines et sont placés contre le mur de la grange des Horáks pour éviter les ricochets. L'exécution des hommes commence vers 7 h du matin. Au début, ils sont abattus par groupes de cinq, mais Böhme estime que les exécutions se déroulent trop lentement et ordonne que dix hommes soient fusillés à la fois. Les morts sont laissés là où ils sont tombés. Les exécutions se poursuivent jusqu'à l'après-midi, faisant 173 morts. Onze autres hommes qui n'étaient pas dans le village ce jour-là sont arrêtés et assassinés peu de temps après, de même que huit hommes et sept femmes déjà en état d'arrestation parce qu'ils sont en relation avec l'armée tchèque en exil au Royaume-Uni. Seuls trois hommes du village ont survécu au massacre : deux étaient dans la RAF et stationnés en Angleterre à l'époque ; le seul homme adulte de Lidice en Tchécoslovaquie à avoir survécu est František Saidl (1887–1961), l'ancien maire adjoint de Lidice, arrêté fin 1938 pour avoir accidentellement tué son fils Eduard Saidl. Il est emprisonné pendant quatre ans et n'a aucune idée du massacre qu'il apprend à son retour chez lui le 23 décembre 1942. Il est alors si bouleversé qu'il se rend aux officiers SS de la ville voisine de Kladno, avoue être de Lidice et déclare même qu'il approuve l'assassinat de Heydrich. Malgré la confirmation de son identité, les officiers SS se moquent simplement de lui et le renvoient.

### Femmes et enfants

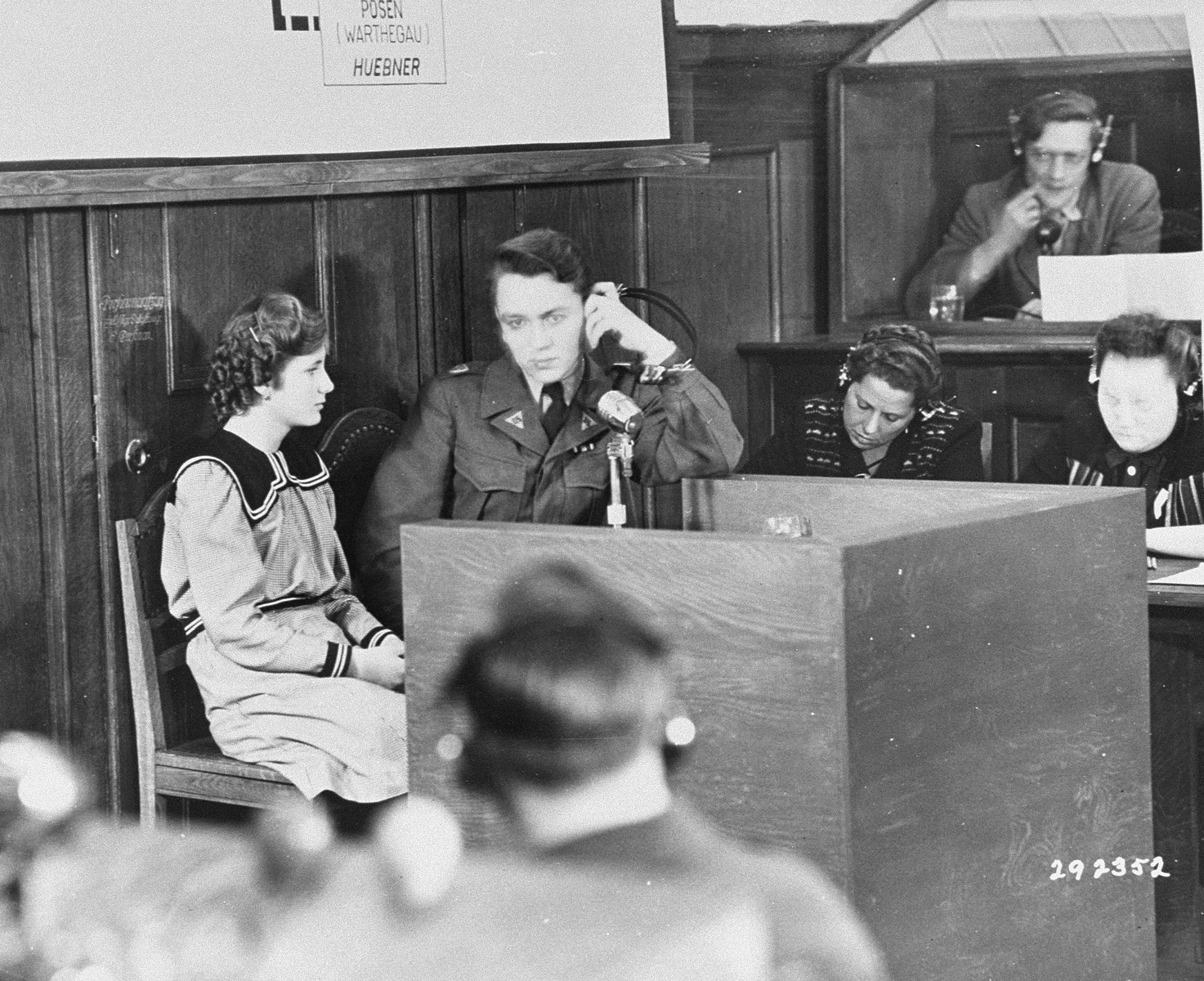
Maria Doležalová, l'une des enfants kidnappées à Lidice, témoigne au procès du RuSHA.

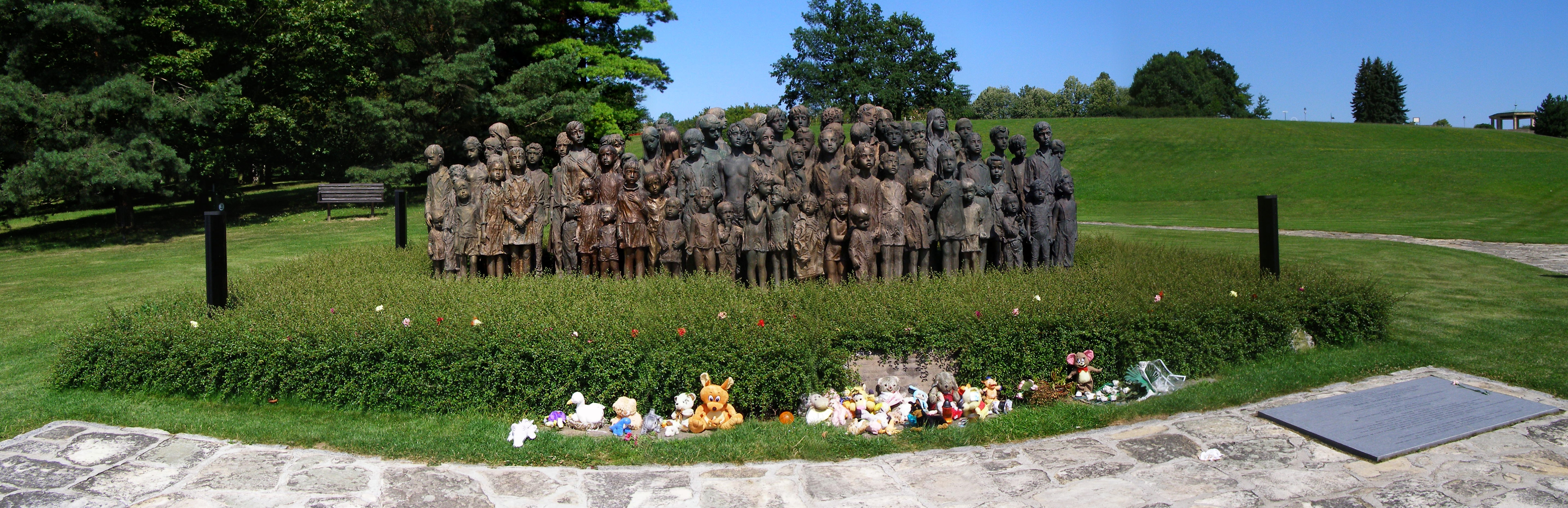
Mémorial aux enfants assassinés de Lidice.

Au total, 203 femmes et 105 enfants sont d'abord conduits à l'école du village de Lidice, puis dans la ville voisine de Kladno et détenus au lycée pendant trois jours. Les enfants sont séparés de leur mère et quatre femmes enceintes sont envoyées dans le même hôpital où Heydrich est mort, forcées d'avorter puis envoyées dans différents camps de concentration. Le 12 juin 1942, 184 femmes de Lidice sont chargées sur des camions, conduites à la gare de Kladno et menées dans un train spécial de voyageurs gardé par une escorte. Le matin du 14 juin, le train s'arrête sur une voie ferrée au camp de concentration de Ravensbrück. Les autorités du camp tentent d'isoler les femmes de Lidice, mais en sont empêchées par d'autres détenues. Les femmes sont envoyées au travail forcé dans la transformation du cuir, la construction de routes, le textile et la fabrication de munitions.
Quatre-vingt-huit enfants de Lidice sont transportés dans la zone de l'ancienne usine textile de la rue Gneisenau à Łódź. Les soins sont minimes et ils souffrent d'un manque d'hygiène et de maladies. Sur ordre, aucun soin médical ne leur est dispensé. Peu de temps après leur arrivée à Łódź, sept enfants sont sélectionnés sur des critères raciaux et remis à des familles SS.
L'indignation dans l'opinion à la suite du massacre de Lidice provoque une certaine hésitation sur le sort des enfants restants, mais fin juin, Adolf Eichmann ordonne le massacre des autres enfants. Eichmann n'a cependant pas été reconnu coupable de ce crime lors de son procès à Jérusalem, car les juges ont estimé que « […] il ne nous a pas été prouvé au-delà de tout doute raisonnable, selon les preuves dont nous disposons, qu'ils ont été assassinés ». Le 2 juillet, les 82 enfants restants de Lidice sont remis au bureau de la Gestapo de Łódź, qui les envoie au centre d'extermination de Chełmno situé à 70 km de là, où ils sont gazés dans des fourgons Magirus. Sur les 105 enfants de Lidice, 82 sont morts à Chełmno, six sont morts dans les orphelinats allemands Lebensborn et 17 sont renvoyés dans leurs familles.

### Sort du village

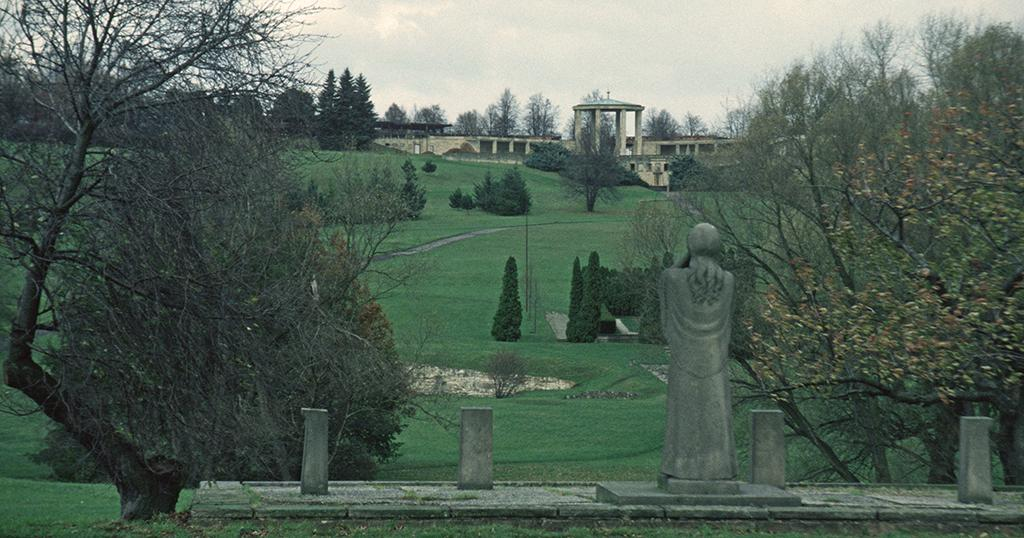
Le site du village détruit (2001).

Le village est incendié et les vestiges des bâtiments détruits à l'explosif. Tous les animaux du village — animaux de compagnie et bêtes de somme — sont également abattus. Même les morts du cimetière de la ville : les restes sont déterrés, pillés pour des dents en or et des bijoux, et détruits. Un groupe de travail allemand de 100 hommes est ensuite envoyé pour éliminer tous les restes visibles du village, réacheminer le ruisseau qui le traverse et les routes d'entrée et de sortie. Toute la zone est recouverte de terre végétale et mise en culture.

### Autres représailles
Le petit village tchèque de Ležáky est détruit deux semaines après Lidice, lorsque la Gestapo y trouve un émetteur radio appartenant à une équipe clandestine qui a parachuté Kubiš et Gabčík. Les 33 adultes (hommes et femmes) du village sont abattus, les enfants sont envoyés dans des camps de concentration ou « aryanisés ». Le nombre de personnes assassinées pour venger la mort d'Heydrich est estimé à plus de 1 300 personnes. Ce décompte comprend les parents des partisans, leurs relations, les élites tchèques soupçonnées de déloyauté et des victimes aléatoires comme celles de Lidice.

## Commémorations

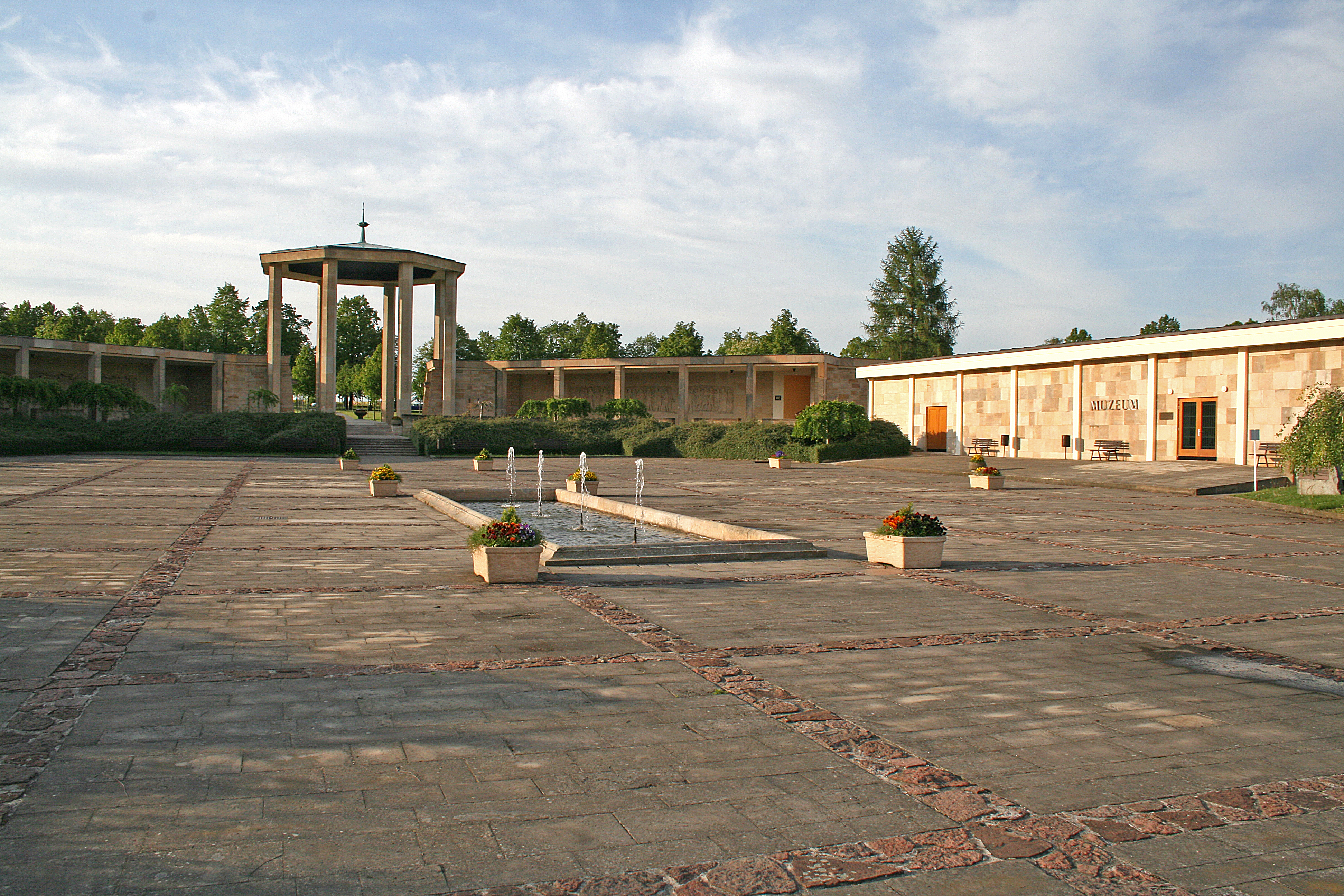
Musée de Lidice.

### Réaction internationale

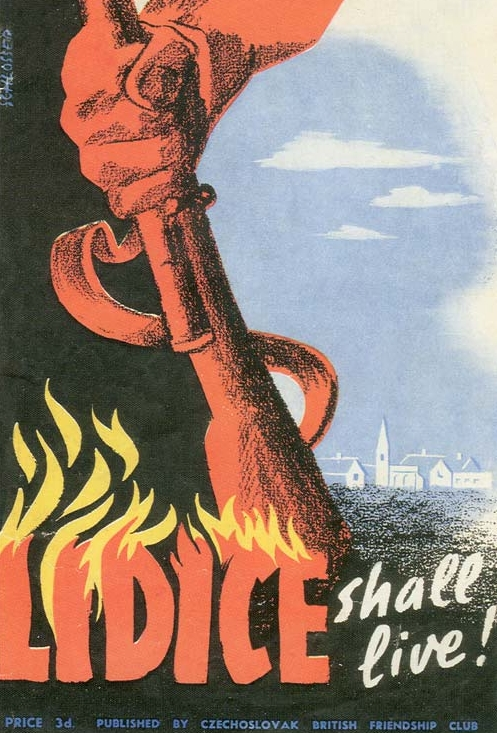
Affiche britannique commémorant Lidice.

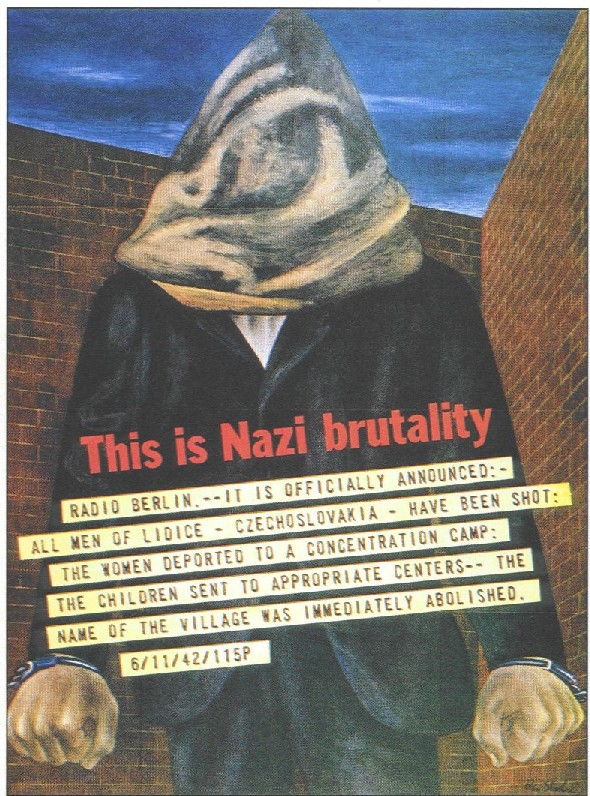
Affiche de Ben Shahn, This is Nazi Brutality, faisant référence au massacre de Lidice.

La propagande nazie annonce ouvertement les événements de Lidice, contrairement à d'autres massacres en Europe occupée, tenus secrets. Les informations sont instantanément captées par les médias alliés. En septembre 1942, des mineurs de charbon à Stoke-on-Trent, Staffordshire, en Grande-Bretagne, dirigés par Barnett Stross, un médecin, devenu en 1945 député local, fondent l'organisation Lidice Shall Live pour collecter des fonds pour la reconstruction du village après la guerre.
Peu de temps après la destruction du village, des villes de divers pays sont renommées, San Jerónimo Lídice à Mexico, Barrio Lídice et son hôpital à Caracas, Venezuela, Lídice de Capira au Panama et des villes du Brésil afin que le nom continue de vivre contre la volonté d'Hitler. Un quartier de Crest Hill, dans l'Illinois, aux États-Unis, Stern Park, est renommé  Lidice. Une place de la ville anglaise de Coventry, dévastée par les bombardements de la Luftwaffe, porte le nom de Lidice. Une ruelle dans une zone très fréquentée du centre-ville de Santiago, au Chili, porte le nom de Lidice et l'un des bâtiments a une plaque qui explique son histoire. Une rue de Sofia, en Bulgarie, est nommée pour commémorer le massacre. Un mémorial de Lidice est aussi édifié à Phillips, dans le Wisconsin, aux États-Unis.
À la suite du massacre, Humphrey Jennings réalise The Silent Village (1943), en utilisant des acteurs amateurs d'un village minier gallois, Cwmgiedd (en), près de la petite ville d'Ystradgynlais dans le sud du Pays de Galles. Un film américain est réalisé en 1943, intitulé Hitler's Madman, mais il contient un certain nombre d'inexactitudes. Un film britannique plus précis, Sept Hommes à l'aube, avec Timothy Bottoms dans le rôle de Kubiš, Martin Shaw dans le rôle de Čurda et Anthony Andrews dans le rôle de Gabčík, est sorti en 1975. Le film historique et dramatique tchèque Lidice, réalisé par Petr Nikolaev sur un scénario de Zdeněk Mahler sort en 2011.
La poétesse américaine Edna St. Vincent Millay est l'auteure d'une pièce de théâtre en vers sur le massacre, The Murder of Lidice, publiée le 19 octobre 1942 dans Life, puis dans son intégralité la même année chez Harper.
De son côté, le compositeur tchèque Bohuslav Martinů est l'auteur d'un Mémorial pour Lidice (H 296), pour orchestre, qui est créé le 28 octobre 1943 à New York.
On trouve une sculpture commémorative et un panneau d'information commémorant le massacre de Lidice, dans le parc Wallanlagen à Brême, en Allemagne.

### Nouveau village
Les femmes de Lidice qui ont survécu à l'emprisonnement à Ravensbrück reviennent après la Seconde Guerre mondiale et sont relogées dans le nouveau village de Lidice surplombant le site d'origine. La première partie du nouveau village est achevée en 1949. Deux hommes de Lidice étaient au Royaume-Uni dans la Royal Air Force au moment du massacre. Après 1945, l'officier pilote Josef Horák et le lieutenant d'aviation Josef Stříbrný retournent en Tchécoslovaquie pour servir dans l'armée de l'air tchécoslovaque. Après le coup de Prague, le nouveau gouvernement communiste ne les autorise pas à être logés dans le nouveau Lidice, car ils ont servi dans les forces d'une des puissances occidentales. Horák et sa famille retournent en Grande-Bretagne et dans la RAF ; il meurt dans un accident d'avion en décembre 1948.

## Au cinéma
- Lidice (film) 2011.